# Aderus abnormipes
Aderus abnormipes es una especie de coleóptero de la familia Aderidae. Fue descrita científicamente por Rudolf F. Heberdey en 1936.

## Distribución geográfica
Habita en Sumatra (Indonesia).